# Liste des intercommunalités de l'Indre

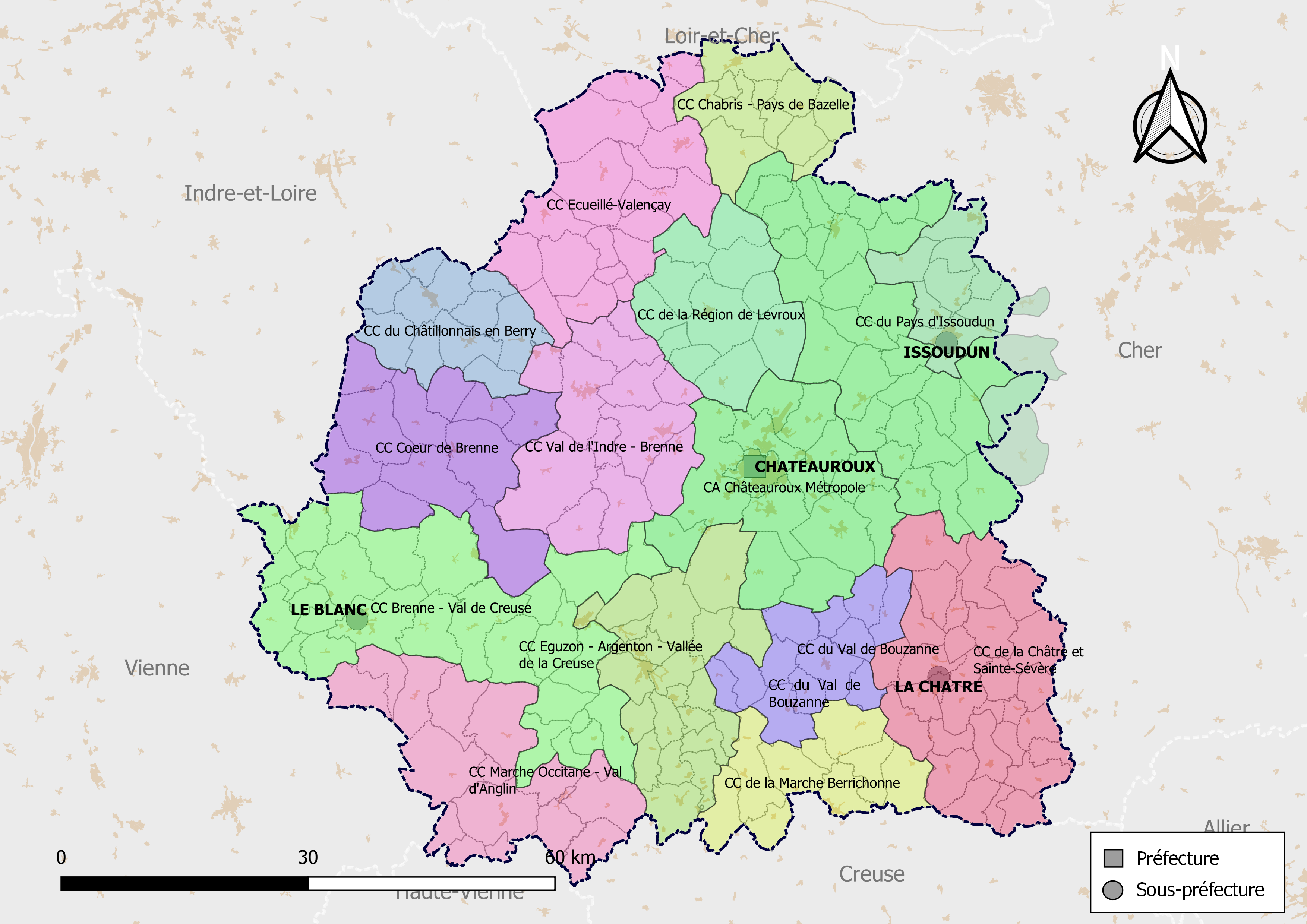
Carte des EPCI de l'Indre au 1er janvier 2019.

Au 1er janvier 2021, le département de l'Indre compte 15 établissements publics de coopération intercommunale à fiscalité propre dont le siège est dans le département (1 communauté d'agglomération et 14 communautés de communes), dont un qui est interdépartemental.

## EPCI à fiscalité propre

### Actuels
| Forme juridique            | Nom                                        | no SIREN  | Date de création | Nombre de communes | Population (der. pop. légale) | Superficie (km2) | Densité (hab./km2) | Siège                       | Président                 |
| -------------------------- | ------------------------------------------ | --------- | ---------------- | ------------------ | ----------------------------- | ---------------- | ------------------ | --------------------------- | ------------------------- |
| Communauté d'agglomération | Châteauroux Métropole                      | 243600327 | 1er janvier 2000 | 14                 | 72 542 (2021)                 | 537,90           | 135                | Châteauroux                 | Gil Averous               |
| Communauté de communes     | CC du Pays d'Issoudun                      | 243600236 | 1er janvier 1994 | 12                 | 18 899 (2021)                 | 310,70           | 61                 | Issoudun                    | André Laignel             |
| Communauté de communes     | CC Éguzon - Argenton - Vallée de la Creuse | 200068872 | 1er janvier 2017 | 21                 | 19 415 (2021)                 | 452,40           | 43                 | Argenton-sur-Creuse         | Vincent Millan            |
| Communauté de communes     | CC Brenne - Val de Creuse                  | 243600319 | 1er janvier 1999 | 28                 | 17 586 (2021)                 | 823,50           | 21                 | Ruffec                      | Claude Meriot             |
| Communauté de communes     | CC de La Châtre et Sainte-Sévère           | 243600350 | 1er janvier 2002 | 30                 | 16 151 (2021)                 | 642,80           | 25                 | La Châtre                   | Patrick Judalet           |
| Communauté de communes     | CC Val de l'Indre - Brenne                 | 243600301 | 1er janvier 1998 | 12                 | 13 368 (2021)                 | 481,60           | 28                 | La Chapelle-Orthemale       | Nicolas Thomas            |
| Communauté de communes     | CC Écueillé - Valençay                     | 200040558 | 1er janvier 2014 | 18                 | 10 924 (2021)                 | 539,90           | 20                 | Valençay                    | Annick Brossier           |
| Communauté de communes     | CC Champagne Boischauts                    | 200068880 | 1er janvier 2017 | 30                 | 9 699 (2021)                  | 710,70           | 14                 | Vatan                       | Éric Van Remoortere       |
| Communauté de communes     | CC Marche Occitane - Val d'Anglin          | 200035137 | 1er janvier 2013 | 17                 | 6 534 (2021)                  | 507,80           | 13                 | Prissac                     | Mathieu Moreaux           |
| Communauté de communes     | CC de la Région de Levroux                 | 243600293 | 1er janvier 1997 | 10                 | 6 222 (2021)                  | 342,90           | 18                 | Levroux                     | Alexis Rousseau-Jouhennet |
| Communauté de communes     | CC Chabris - Pays de Bazelle               | 243600202 | 1er janvier 1993 | 10                 | 6 163 (2021)                  | 249,60           | 25                 | Saint-Christophe-en-Bazelle | Philippe Jourdain         |
| Communauté de communes     | CC du Châtillonnais en Berry               | 200035848 | 1er janvier 2013 | 10                 | 5 628 (2021)                  | 276,40           | 20                 | Châtillon-sur-Indre         | Gérard Nicaud             |
| Communauté de communes     | CC du Val de Bouzanne                      | 200018521 | 1er janvier 2009 | 12                 | 5 973 (2021)                  | 277,20           | 22                 | Neuvy-Saint-Sépulchre       | Christian Robert          |
| Communauté de communes     | CC de la Marche Berrichonne                | 200007052 | 1er janvier 2007 | 9                  | 5 532 (2021)                  | 284,20           | 20                 | Aigurande                   | Pascal Courtaud           |
| Communauté de communes     | CC Cœur de Brenne                          | 243600343 | 1er janvier 2001 | 11                 | 4 659 (2021)                  | 441,80           | 11                 | Saint-Michel-en-Brenne      | Jean-Louis Camus          |

### Anciens
- Communauté de communes de Champagne berrichonne
- Communauté de communes du canton de Vatan
- Communauté de communes de la Marche Occitane
- Communauté de communes du pays d'Argenton-sur-Creuse
- Communauté de communes du pays d'Écueillé
- Communauté de communes du pays d'Éguzon - Val de Creuse
- Communauté de communes du pays de Valençay
- Communauté de communes du Val d'Anglin

## EPCI sans fiscalité propre
- Pays de La Châtre en Berry
- Pays Val de Creuse - Val d'Anglin
- Pays d'Issoudun et Champagne Berrichonne
- Parc naturel régional de la Brenne
- Pays de Valençay en Berry